# Cliodesmus cryptopygus
Cliodesmus cryptopygus är en mångfotingart som beskrevs av Chamberlin 1923. Cliodesmus cryptopygus ingår i släktet Cliodesmus och familjen Cyrtodesmidae. Inga underarter finns listade i Catalogue of Life.